# 大野勃
大 野勃（だい やぼつ、生没年不詳）は、渤海国の王族。初代王・大祚栄の弟である。

## 人物
『新唐書』渤海伝によると、「從父仁秀立，改年建興，其四世祖野勃，祚榮弟也。」とみえ、大祚栄に大野勃という弟がいたこと、大野勃は大仁秀の四世祖であったことが伝えられるが、『新唐書』以外に確たる史料はない。
酒寄雅志は、大武芸が726年に、黒水靺鞨の入唐使が渤海に通告することなく、領内を通過したことに端を発して、同母弟大門芸と黒水靺鞨の征討をめぐって対立し、大門芸に代えて「従兄大壱夏」に黒水靺鞨征討軍を統率させており、この大壱夏が「従兄」と記されていることは、大壱夏が大武芸の伯・叔父の子であることを意味し、この伯・叔父が大野勃と考えられないこともないが、「伯・叔父」の実名は伝わらず不明といわざるをえない、と指摘している。また、大明忠の在位はわずか1年ほどで終わり、大仁秀に引き継がれ、大仁秀は『新唐書』渤海伝に「從父仁秀立，改年建興，其四世祖野勃，祚榮弟也。」とあって、このときに渤海王系が初代王の大祚栄系から弟の大野勃系へと交替した。王系交替が、どのような理由によりおこなわれたのかは不明であるが、大祚栄の弟の大野勃は『新唐書』渤海伝に確認できないこと、大明忠の在位が短いこと、「仁秀頗能討伐海北諸部，開大境宇有功。詔検校司空，襲王。元和中，凡十六朝献，長慶四，宝暦凡再」とあるように、北方靺鞨諸部を服属させて領域を拡大し、さらに唐への朝貢を頻繁におこなうなど、大仁秀が強力な支配力を有し、元号も「建興」と建元していることから、大仁秀が大明忠から王位を簒奪し、新たな王朝を創始した可能性があるため、「大仁秀の即位事情を勘案するならば、大野勃を大祚栄の弟とすることには作為を感じざるをえない」とする。
今西龍は、大倧教の檀君の制誥とする「三一檀誥」のなかに、大興三年の跋、天統一七年三月三日、盤安郡王野勃（大野勃）の奉勅の序、任雅相（大武芸の舅）の奉勅註解などを載せていることを、「大興は渤海大欽茂の年号なれども、天統の年号、野勃、其他みな烏有のものにして実に怪訝を極めたるものという可し」として、「大野勃」に対して不信感を示している。